# Mutual assured destruction
Mutual assured destruction (tłum. wzajemne zagwarantowane zniszczenie; MAD, tłum. szalony) – doktryna strategii wojskowej, według której należy zmierzać do stanu, gdzie w przypadku wywiązania się konfliktu nuklearnego między dwiema stronami, doszłoby do zagłady obu przeciwników. Opiera się ona na teorii odstraszania, która przewidywała, że warunkiem koniecznym uniknięcia ataku jest budowa arsenału potężniejszego od pozostałych potencjalnych stron konfliktu. Strategia ta jest de facto zastosowaniem koncepcji równowagi Nasha z teorii gier do świata konfliktów zbrojnych: obie strony dążą do zapobiegnięcia najgorszemu możliwemu wynikowi, czyli globalnej zagładzie termonuklearnej.
Strategia tego typu była postulowana przede wszystkim w czasach zimnej wojny przez kręgi związane z RAND Corporation. Zakładała ona, że przy wystarczających metodach wczesnego wykrycia ataku i odpowiednio szybkiej odpowiedzi, zastosowanie doktryny MAD zagwarantowałoby stabilny pokój, niepozbawiony jednak napięć.
W praktyce, doktryna ta prowadziła do niekontrolowanej eskalacji wyścigu zbrojeń, a także ignorowała możliwość potencjalnie katastrofalnych skutków błędów technicznych (patrz: Stanisław Pietrow).